# E.B.S.
E.B.S. es el segundo álbum de estudio del grupo Ella baila sola, editado en España e Hispanoamérica por EMI-Odeon en 1998.
El álbum fue producido por el productor musical español Gonzalo Benavides (que había trabajado en el anterior álbum del Dúo el cual constituyó un estilo y con ello un gran aumento a la popularidad del Dúo).

## Personal
- Una producción dirigida y realizada por: Gonzalo Benavides.
- Grabado por: Joaquín Torres
- Mezclado por Joaquín Torres y Gonzalo Benavides
- Estudio de Grabación: Torresonido, Madrid, España del 25 de mayo al 8 de agosto de 1998.
- Grabaciones adicionales: Álvaro Corsanego.
- Ayudante de estudio: Marivi Centeno.
- Ayudante de producción: Gabriel Satrustegui.
- MÚSICOS
- Alfonso Samos (guitarras eléctricas y acústicas 6 y 12 cuerdas)
- Ángel Luis Samos (órgano hammond, piano acústico y Rhodes, teclados y programaciones)
- Jorge García (batería y deep loop –“Y quisiera”-)
- Geni Avello (guitarras eléctricas y acústicas en “Y quisiera”)
- Alexis Hernández (órgano hammond en “Y quisiera”)
- Gino Pavone (percusiones)
- Sección de Cuerdas & Viento: Diego Galaz (violín), Jenny Guerra, Chiqui Fernández, Álvaro Fernández (cuerda), Antonio Serrano (armónica), Álvaro Fernández (chelo), Cuco Pérez (acordeón).
- Masterizado por: Tim Young en Metropolis, Londres, Inglaterra

## Lista de canciones
Todas las canciones escritas y compuestas por Marta Botía y Marília A. Casares
1. Y quisiera. Marta Botía 04:20
2. Que se me va de las manos. Marília A. Casares 03:46
3. El tiempo de mi felicidad. Marta Botía 03:21
4. Parece mentira. Marília A. Casares 03:48
5. Suelo de canicas. Marta Botía 04:17
6. Entre tu cuarto y el mío. Marília A. Casares 03:49
7. Beso eterno. Marta Botía / Marília A. Casares 03:04
8. En medio. Marta Botía 04:10
9. Contigo me cruzo deprisa. Marília A. Casares 04:09
10. Mientras mueves el arroz. Marília A. Casares 03:49
11. Algo personal. Marta Botía 04:06
12. Nacer para encontrarte. Marília A. Casares 03:39
13. A mi ritmo. Marta Botía 03:14
14. Junta los dedos. Marília A. Casares 04:12
15. Despídete. Marta Botía 03:17

© MCMXCVIII. EMI Odeon (Madrid, España) S.A. DE C.V.

## Sencillos
- 1998: «Y quisiera» (Con Videoclip)
- 1998: «Que se me va de las manos» (Con Videoclip)
- 1999: «Despídete» (Con Videoclip)

- Datos: Q5816039